# Miguel Lafuente Alcántara
Miguel Lafuente Alcántara (Archidona, Màlaga, 10 de juliol de 1817, l'Havana, Cuba, 27 d'agost de 1850), fou un advocat, polític i historiador espanyol.

## Biografia
Fill de Miguel i de Francisca, germà de Emilio Lafuente Alcántara i cosí germà de José Godoy Alcántara, pertanyia a una destacada família d'Archidona per la seva predisposició a les lletres. Va estudiar als Escolapis de la seva ciutat natal i desprésal Col·legi del Sacromonte de Granada, on va ser condeixeble d'Aureliano Fernández-Guerra y Orbe amb qui tingué una bona amistat. Allí va estudiar filosofia i jurisprudència, llicenciant-se en Lleis en la Universitat de Granada en 1840.
Va exercir l'advocacia a Granada i va ser membre de la Junta de Beneficiencia i secretari de la Sociedad de socorros mutuos de Jurisconsultos. En 1846 va resultar elegit diputat per Archidona, exercint de secretari fins a 1850, any en què que va ser nomenat fiscal d'Hisenda de Cuba. Va arribar a l'illa el 26 d'abril, morint a l'Havana el 27 d'agost de 1850, a causa de febre groga.
En 1847 havia estat escollit Acadèmic de la Reial Acadèmia de la Història. Era Cavaller de l'Orde de Carles III i corresponsal de la Societat Oriental de París.

## Obra
Va escriure nombrosos articles històrics i
- El libro del viajero en Granada, guia turística de 1843.
- Condiciones y revoluciones de algunas razas españolas y especialmente de la Mozárabe en la edad media, discurs d'ingrés en la Reial Acadèmia de la Història, publicado en 1847.
- Investigaciones sobre la montería y los demás ejercicios del cazador, tractat de cacera publicat en 1849.
- Historia de Granada comprendiendo la de sus cuatro provincias Almería, Jaén, Granada y Málaga, desde remotos tiempos hasta nuestros días, la seva obra per excel·lència, publicada a Granada en 1848 i a París en 1852, amb pròleg de José Zorrilla qui fou el seu amic.